# Хоџкинова болест
Хоџкинова болест (лат. Morbus Hodgkin) или лимфоретикулом је малигно обољење лимфоцитног ткива које се карактерише бујањем ћелија познатих као Рид-Стернбергове ћелије, што доводи до безболног прогресивног увећања лимфног ткива (најчешће лимфних жлезда). То је најчешћи облик малигног лимфома и чини око 40% свих малигних лимфома. Први целовитији опис ове болести дао је Томас Хоџкин 1832. године.

## Учесталост
Лимфоми чине око 3-6% свих малигних тумора. Заједно са појединим врстама леукемије, они чине групу лимфопролиферативних обољења. Стопа учесталости на 100.000 људи износи 3,3 за мушкарце и 2,3 за жене. У Јужној Америци и тропској Африци болест се јавља искључиво у дечјем и раном пубертетском добу, а после 20-те године живота се нагло смањује и ишчезава. Насупрот томе, у Јапану се Хоџкинова болест обично јавља тек после 30-те године и са старењем се учесталост стално повећава. У САД и Европи постоје два замаха ове болести, око 28. и 60. године живота.

## Етиологија и класификација болести
Узрок настанка болести је непознат. Претпоставља се да настаје у корелацији наследног фактора и фактора спољне средине. Испитивања показују да болест у дечјем и младићком добу углавном изазива вирус, а да касније са старењем настаје услед соматских мутација и слабљења имунолошког система.
Хоџкинова болест код 90% болесника почиње у једној од лимфних жлезда, а у преосталих 10% случајева у неком од органа. Вратне лимфне жлезде су најчешће место њене прве локализације. Клинички (анатомски) болест се категорише на следећи начин:
|              | \| Стадијум I \| локализација само у једној лимфној жлезди. \| \| Стадијум II \| локализација у два или више лимфних подручја, са исте стране дијафрагме. \| \| Стадијум III \| локализација у лимфном ткиву са обе стране дијафрагме (лимфне жлезде, слезина и Валдејеров прстен). \| \| Стадијум IV \| дифузна захваћеност једног или више екстралимфних органа, уз обољење лимфних жлезда или без њега. \| |
| Стадијум I   | локализација само у једној лимфној жлезди. |
| Стадијум II  | локализација у два или више лимфних подручја, са исте стране дијафрагме. |
| Стадијум III | локализација у лимфном ткиву са обе стране дијафрагме (лимфне жлезде, слезина и Валдејеров прстен). |
| Стадијум IV  | дифузна захваћеност једног или више екстралимфних органа, уз обољење лимфних жлезда или без њега. |

## Симптоми
Доминантан знак у клиничкој слици су присутни увећани лимфни чворови без симптома. Већина болесника има повећане вратне лимфне чворове, те лимфне чворове медијастинума што може узроковати кашаљ. У зависности од напретка болести могу се јавити и други симптоми попут повишене телесне температуре, ноћног знојења, губитка телесне тежине и свраба.
Одсуство системских знакова болести се обележава великим словом "А", а присуство великим словом "Б". Одсуство биолошких ненормалности (убрзана седиментација, хипоферемија и сл) се обележава малим словом "а", а присуство ових поремећаја малим словом "б".

## Дијагноза
Компјутеризована томографија трбуха приказује величину свих жлезда, као и стање органа у абдомену. Нуклеарна магнетна резонанца је осетљивија од компјутеризоване томографије, добија се више детаља о жлездама и органима, и свакако је мање штета јер нема зрачења организма. Лабораторијска испитивања обухватају испитивање крвне слике и утврђивање промена у њој. Такође је неопходно хистолошко испитивање костне сржи ради потврђивања или искључивања постојања Хочкиновог лимфома. Радиоизотопска испитивања раде се кад постоје промене на коштаном систему, слезини и јетри.

## Лечење и прогноза
У зависности од клиничког стадијума и патохистолошког типа, ток болести може да буде различит. Хоџкинов лимфом је излечив радиотерапијом, комбинованом хемотерапијом, или комбинацијом и једног и другог, у 50-80% случајева. Уобичајено је да се стадијуми I и II третирају радиотерапијом, а стадијуми III и IV примају хемотерапију, али у зависности од случаја може се применити и комбинација радио и хемотерапије. Као значајни прогностички фактори наводе се клинички стадијум, пол, године, постојање велике туморске масе и сл. Запажено је да знатно бољу прогнозу имају болесници у раним клиничким стадијумима (I-II A), особе женског пола, особе млађе од 30 година, као и болесници који немају велику туморску масу. С обзиром на то да је код болесника са Хоџкиновом болести поремећен ћелијски имунитет, ови болесници чешће оболевају од туберкулозе, различитих опортунистичких инфекција итд.